# Marsaz
Marsaz település Franciaországban, Drôme megyében. Lakosainak száma 690 fő (2022. január 1.). Marsaz Bren, Chantemerle-les-Blés, Chavannes, Clérieux és Saint-Donat-sur-l’Herbasse községekkel határos.

## Népesség
A település népességének változása:
| Lakosok száma | 381  | 428  | 469  | 592  | 755  | 784  | 761  | 700  | 702  | 690  |
|               | 1968 | 1982 | 1990 | 2006 | 2013 | 2015 | 2017 | 2019 | 2020 | 2022 |